# Khaled Touati
Khaled Touati (arabe : خالد التّواتي), né le 20 février 1963 à Tunis, est un footballeur tunisien ayant évolué au sein du Club africain.
Il est le frère aîné de Sami Touati, un autre buteur du Club africain des années 1990.

## Carrière
Son parcours junior commence au sein de l'Espérance sportive de Tunis mais il opte finalement pour rejoindre l'autre équipe phare de la capitale, le Club africain.
Il est le meilleur buteur du club en championnat lors des saisons 1984-1985, 1987-1988 et 1988-1989 : il inscrit quatorze buts lors de cette dernière saison.
Sa carrière sportive trouve son terme de façon prématurée à l'âge de 26 ans à cause d'une fracture de la colonne vertébrale, alors qu'il est en phase préparative de la saison 1989-1990.

## Palmarès
- Coupe de Tunisie
  - Finaliste : 1986, 1988